# Ткелвані
Ткелвані (груз. ტყელვანი) — село в Грузії.
За даними перепису населення 2014 року в селі проживає 222 особи.